# Klooster Zinna

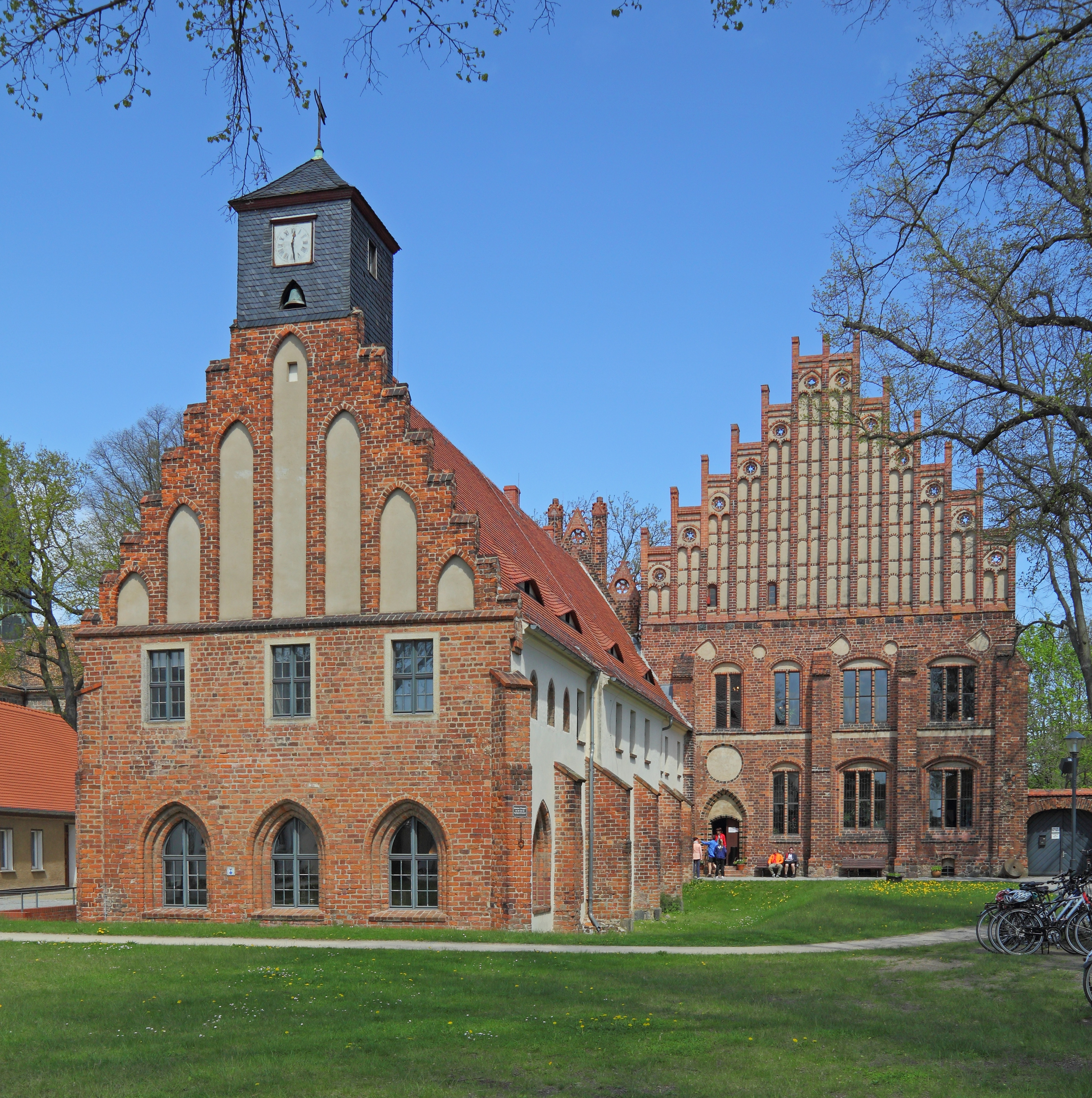
Oude en nieuwe abdij

Het Klooster Zinna is een in de Duitse deelstaat Brandenburg gelegen voormalige abdij van de kloosterorde der cisterciënzers.
Het klooster staat tussen Jüterbog en Luckenwalde, in het naar het klooster genoemde stadsdeel Kloster Zinna van Jüterbog. Het is gelegen aan de Bundesstraße 101, 5 km ten noorden van het centrum van Jüterbog.

## Geschiedenis
Het klooster werd gesticht in 1170. De stichter was een aartsbisschop van Maagdenburg, Wichmann von Seeburg (1116-1192). De eerste monniken waren afkomstig uit de abdij van Altenberg bij Keulen. In 1179 werd het klooster door soldaten van een rivaliserende vorst overvallen en verwoest, maar korte tijd later hersteld. In 1226 werd de kloosterkerk ingewijd.
Het klooster kende tijden van voorspoed.  In 1235 stichtte het het plaatsje Rüdersdorf bei Berlin en exploiteerde er een grote kalksteengroeve.
In 1285 kocht het de stad Luckenwalde en omgeving. Tot en met de 15e eeuw was de abdij rijk. Ze bezat veel kloosterboerderijen, watermolens, visserij- en viskweekrechten in meren en riviertjes enz. De abdij van Zinna had vanaf ca. 1490 ook een drukkerij. Een beroemde wiegendruk, die bewaard is gebleven, een psalter, is het Maria-psalter van Zinna.
In 1553 werd het ten gevolge van de Reformatie opgeheven. De bezittingen kwamen aan diverse vorstendommen in de regio.
In 1764 gaf keurvorst Frederik de Grote opdracht, om in de nog als nasleep van de Dertigjarige Oorlog (1618-1648) sterk verarmde streek een nieuwe stad te bouwen. Hij koos hiervoor de directe omgeving van Klooster Zinna uit. De stad zou ook de naam Zinna dragen, en er werden wevers uit de Lausitz gehuisvest. Voor de productie van zijde werd, om zijderupsen te kunnen kweken, een boomgaard met moerbeibomen aangeplant. Het project kwam niet echt van de grond. Veel meer dan een dorp direct ten zuidoosten van het klooster, dat uit vier vierkante blokken van in totaal 220 huizen (waarvoor enkele kloostergebouwen zijn gesloopt) bestaat, werd het niet. In het begin van de 19e eeuw werden de handwevers uit de markt geconcurreerd door moderne textielindustrie, o.a. in het naburige Luckenwalde.

## Huidige toestand; bezienswaardigheden
- In het klooster is een streekmuseum gevestigd, met een historische brouwerij van sterkedrank. Van de in gotische stijl opgetrokken kloostergebouwen bestaan o.a. nog de ziekenzaal, het tolhuis, de abtswoning en de kloosterkerk.
- De zeer bezienswaardige kloosterkerk is als parochiekerk van de plaatselijke evangelisch-lutherse gemeente in gebruik. De kerk, die in 2016-2017 is gerestaureerd, kan bezichtigd worden. In de kerk staat een welluidend, 19e-eeuws kerkorgel.
- In de zomer worden in en om het klooster concerten van overwegend klassieke muziek gehouden.
- Ten zuiden van het klooster bevond zich in een voormalig tolhuis tot 2022 een weverij-museum met o.a. originele 18e-eeuwse weefgetouwen en gereedschappen. Of, en wanneer dit heropend zal worden, is anno 2024 onbekend.

## Afbeeldingen

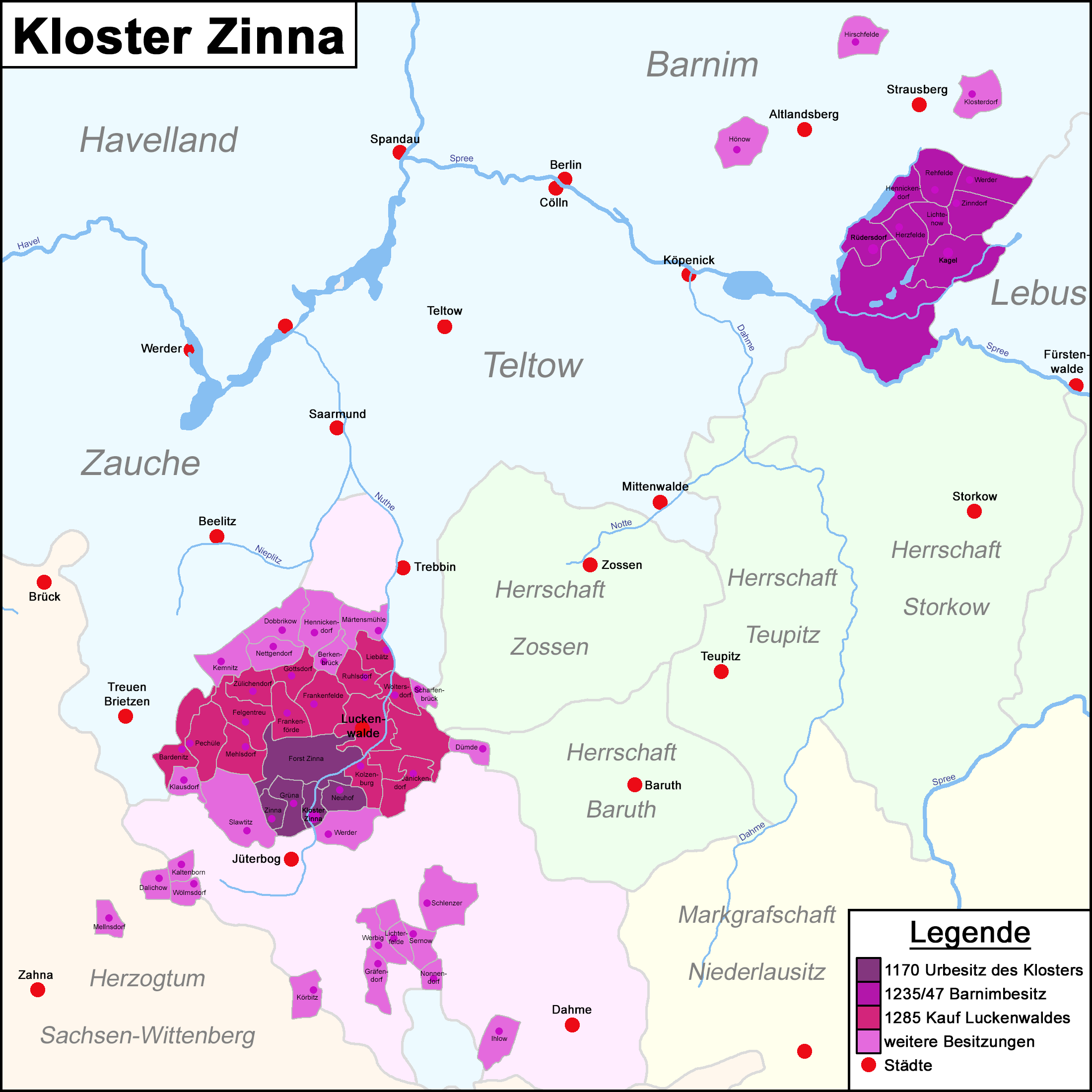
Kaart bezittingen van Klooster Zinna omstreeks 1300-1500
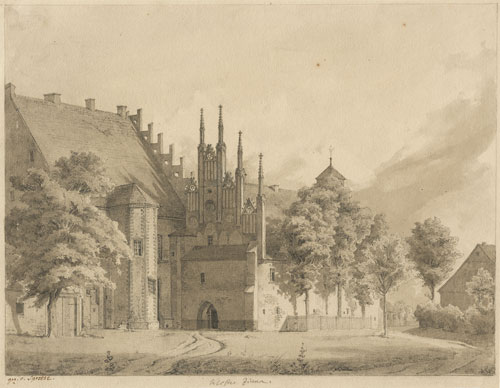
Het klooster in de 19e eeuw, prent door C.F. Sprosse
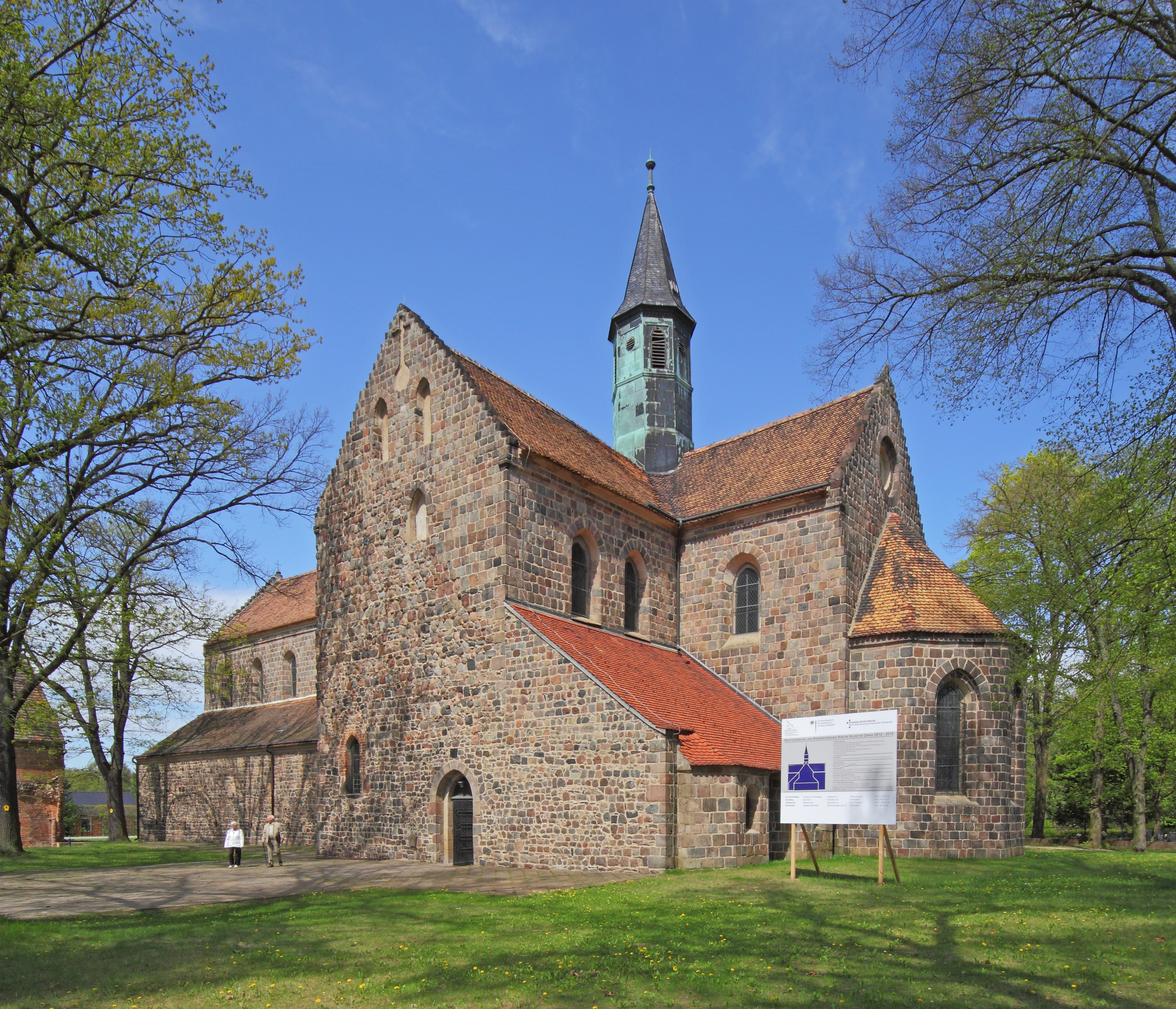
Kloosterkerk
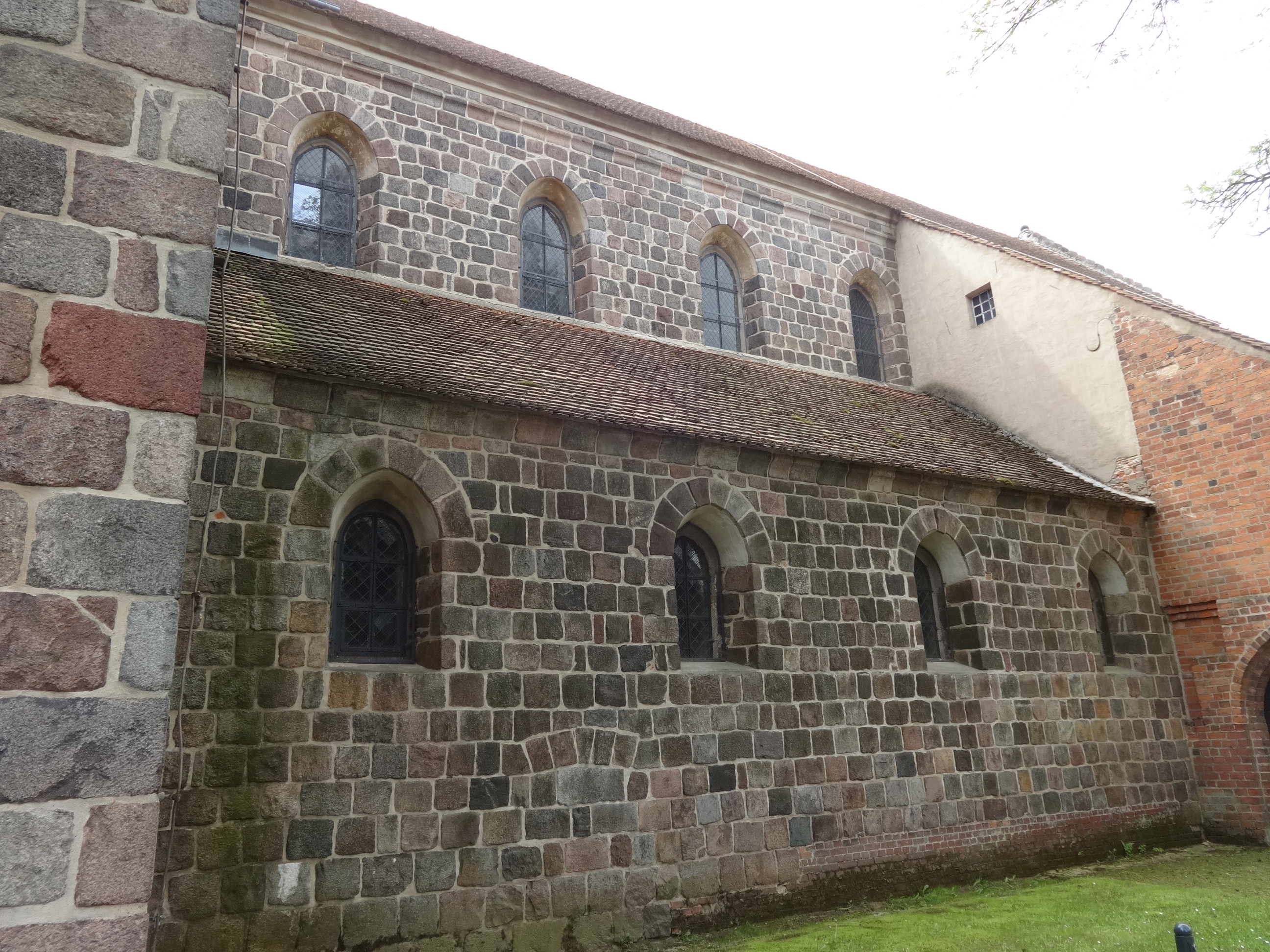
Noordzijde kloosterkerk
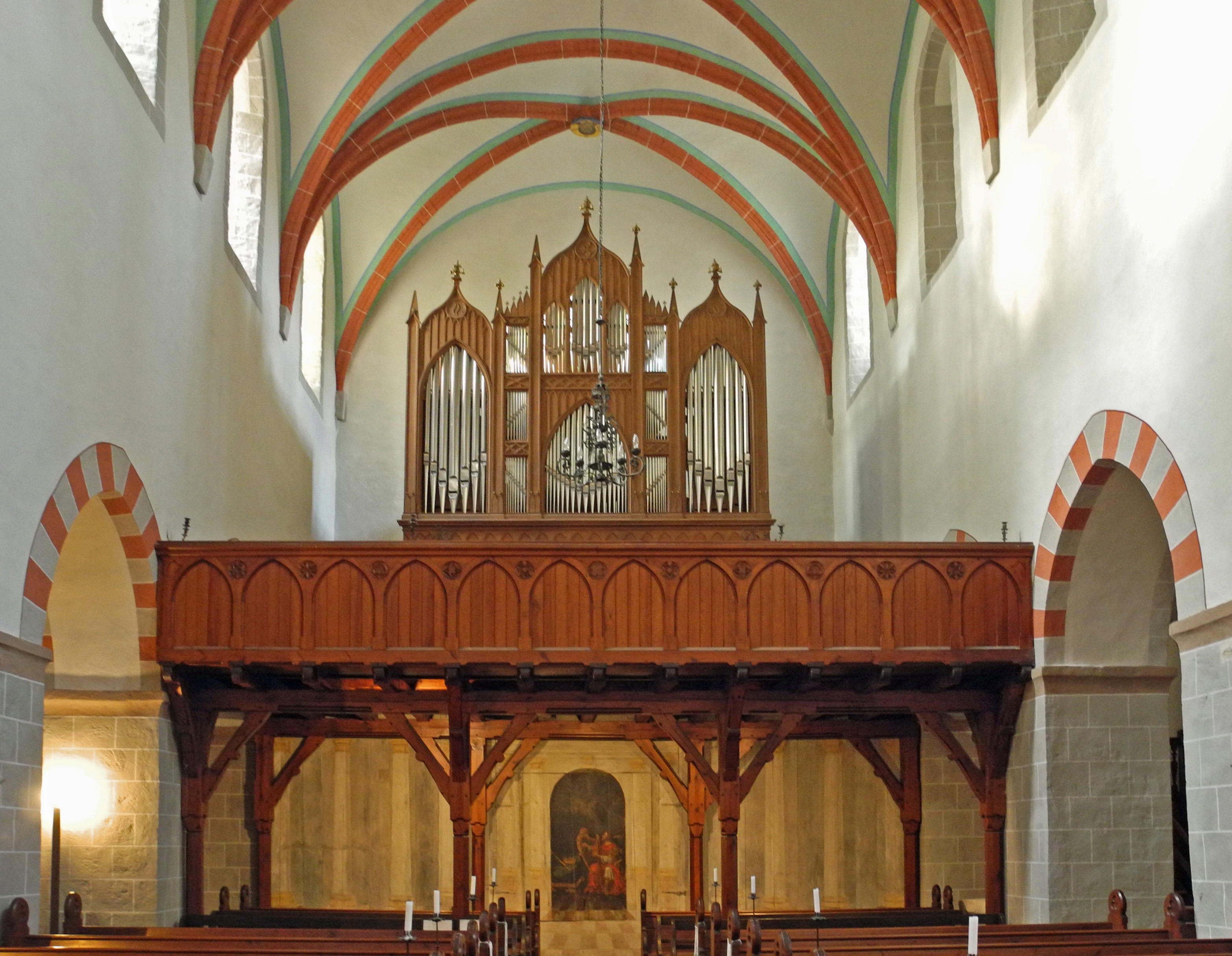
Orgel (1851) van de hand van G.W. Baer
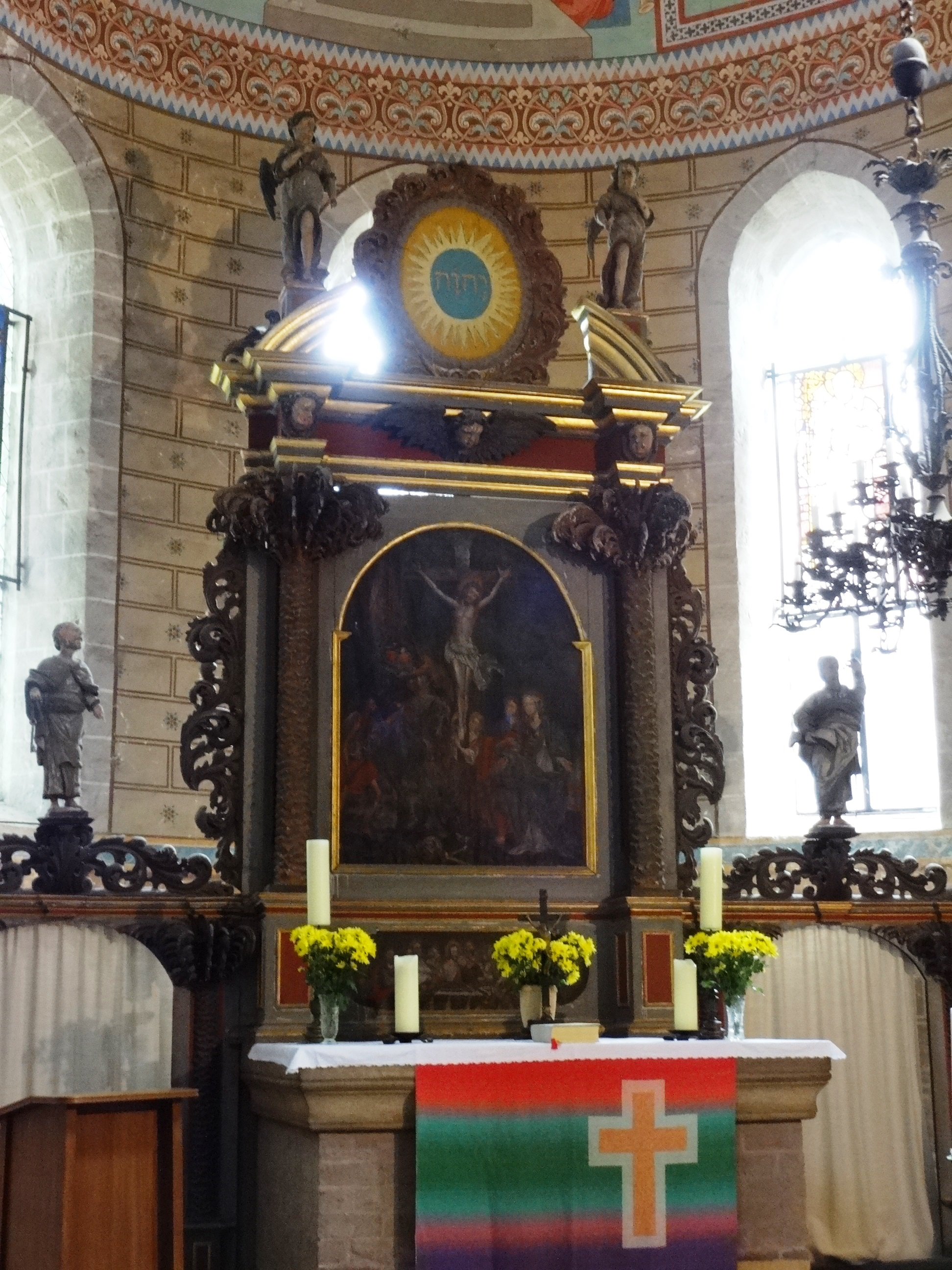
Hoofdaltaar met altaarstuk
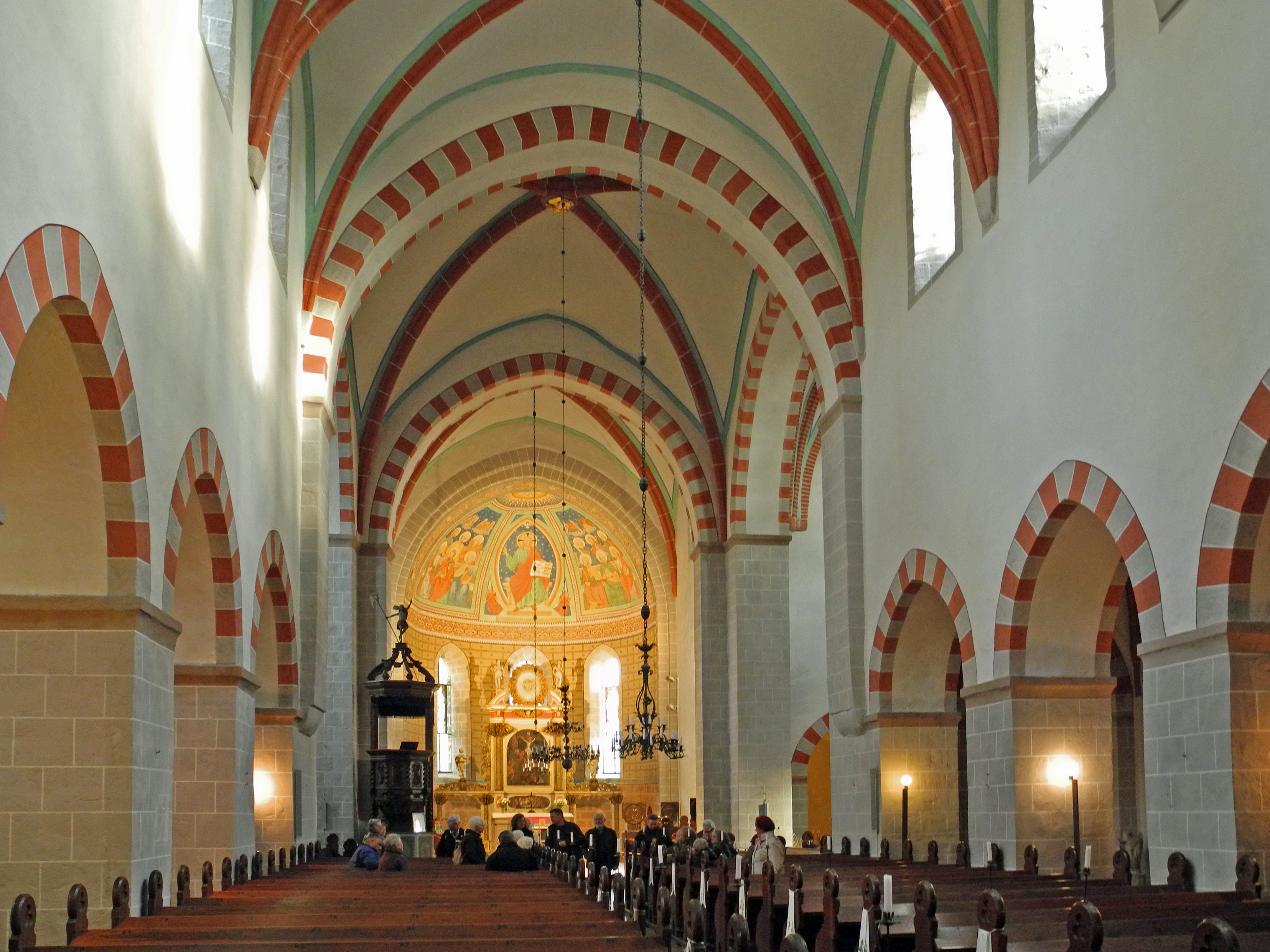
Interieur kloosterkerk
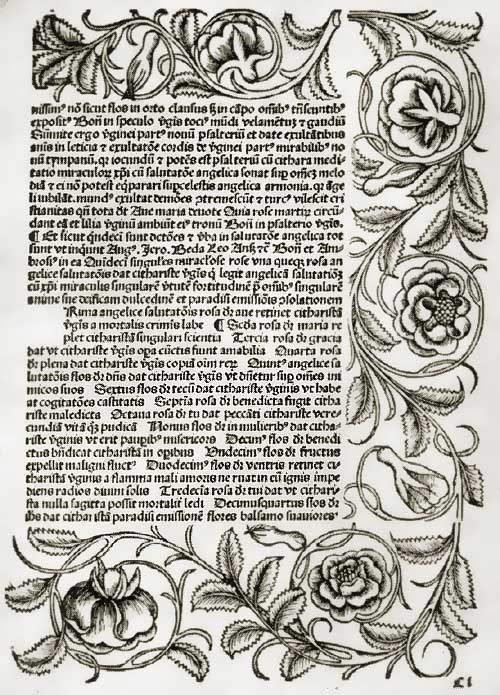
Maria-psalter, ca.1495
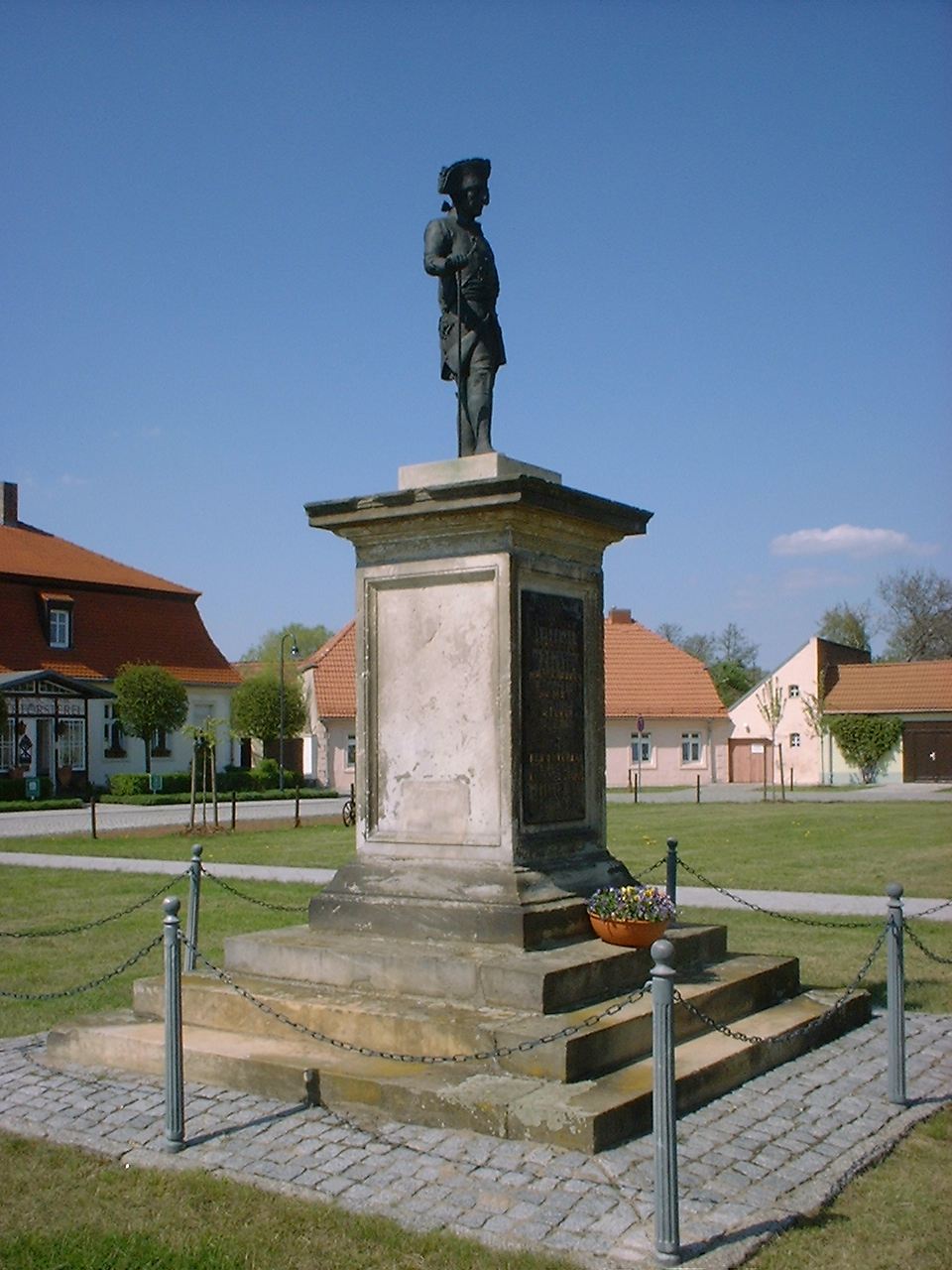
Standbeeld Frederik de Grote (1864; in 1994 herplaatst)
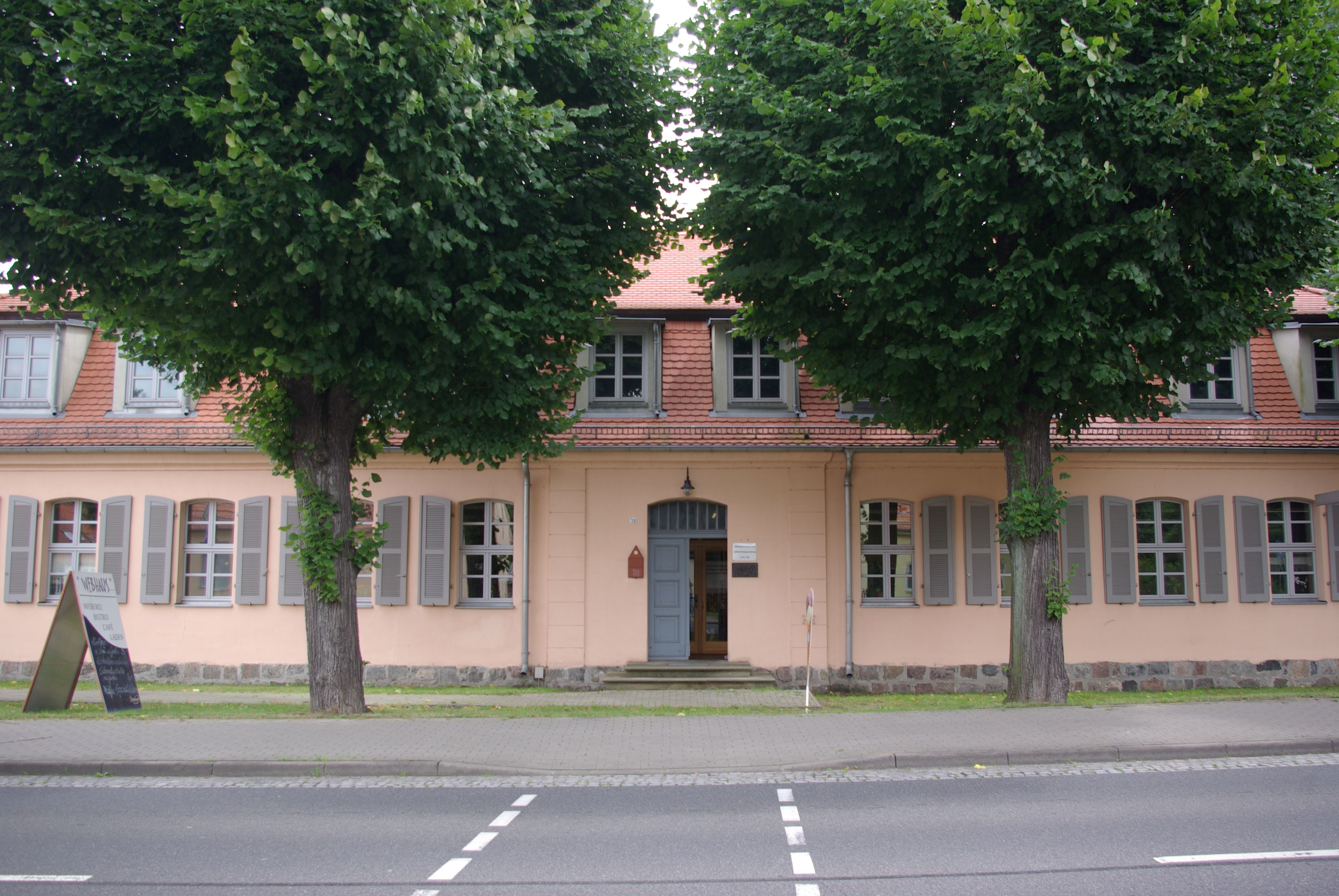
Weverij-museum
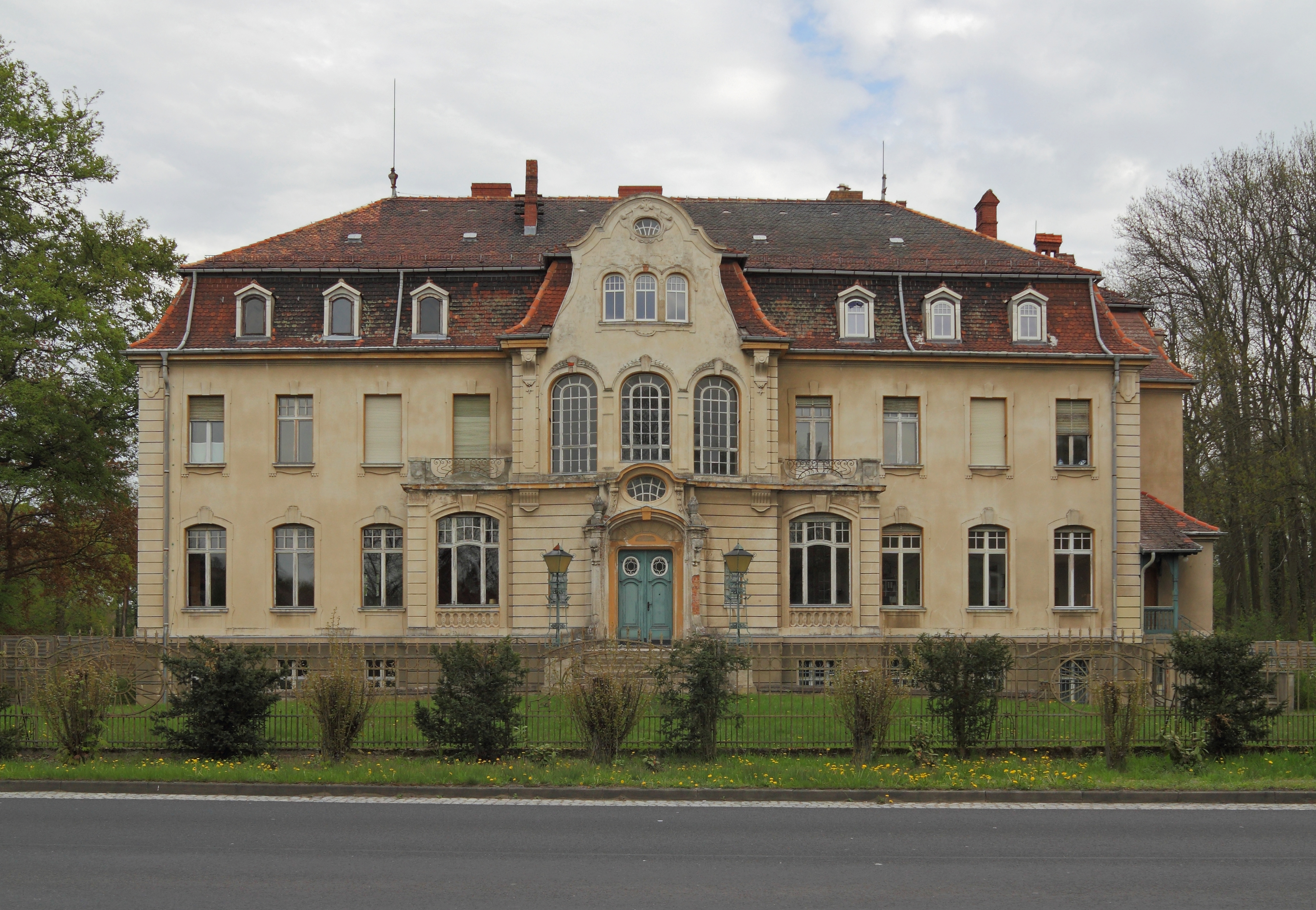
Landhuis Kaltenhausen direct ten noordoosten van het klooster